# Magnus Cort
Magnus Cort Nielsen, född den 16 januari 1993 på Bornholm i Danmark, är en dansk tävlingscyklist, som sedan 2024 tävlar för Uno-X Mobility.

## Meriter
2011
Vinnare  Danska mästerskapen i linjelopp för juniorer
2013
Danmark runt
Vinnare etapperna 1 och 4
2014
 Vinnare totalt av Ronde de l'Oise
 Vinnare av poängtävlingen
 Vinnare av ungdomstävlingen
Vinnare av etapperna 3 och 4
 Vinnare totalt av Istrian Spring Trophy
Vinnare av etapperna 1 och 2
Vinnare av  Himmerland Rundt
Vinnare av Destination Thy
Vinnare av Ringerike GP
Vinnare av etapp 1 i Danmark runt
2016
Vuelta a España
Vinnare av etapperna 18 och 21
Tvåa totalt i Danmark runt
Vinnare av etapp 2
2017
Vinnare av Clásica de Almería
Vinnare av etapp 3 av Volta a la Comunitat Valenciana
2018
Vinnare av etapp 15 av Tour de France
Vinnare av etapp 5 av BinckBank Tour
Vinnare av etapp 2 av Tour de Yorkshire
Vinnare av etapp 4 av Tour of Oman
Tvåa totalt i Dubai Tour
2019
 Vinnare av bergspristävlingen i Deutschland Tour
Vinnare av etapp 4 av Paris–Nice
2020
Vuelta a España
Vinnare av etapp 16
2021
Vuelta a España
Vinnare av etapperna 6, 12 och 19.
Vinnare av priset som mest offensive deltagare.
Vinnare av etapp 8 av Paris–Nice
2022
Vinnare av etapp 10 av Tour de France
2023
Giro d'Italia
Vinnare av etapp 10
Volta ao Algarve
 Vinnare av poängtävlingen
Vinnare av etapperna 2 och 3
2024
 Vinnare totalt av Arctic Race of Norway
 Vinnare av poängtävlingen
Vinnare av etapp 4
Vinnare av Veneto Classic
Vinnare av etapp 2 av Critérium du Dauphiné
Tvåa totalt i Danmark runt
Vinnare av etapp 2
Trea totalt i Bretagne Classic